# Varsberg
Varsberg település Franciaországban, Moselle megyében. Lakosainak száma 972 fő (2022. január 1.). Varsberg Bisten-en-Lorraine, Boucheporn, Coume, Guerting és Ham-sous-Varsberg községekkel határos.

## Népesség
A település népessége az elmúlt években az alábbi módon változott:
| Lakosok száma | 965  | 916  | 928  | 965  | 951  | 963  | 961  | 968  | 970  | 972  |
|               | 2008 | 2013 | 2015 | 2016 | 2017 | 2018 | 2019 | 2020 | 2021 | 2022 |